# Weishanzhuang
Weishanzhuang (kinesiska: 魏善庄, 魏善庄镇)är en köping i Kina. Den ligger i Daxing  i storstadsområdet Peking, i den norra delen av landet, omkring 33 kilometer söder om stadskärnan. Antalet invånare är 43 712. Befolkningen består av 19 554 kvinnor och 24 158 män. Barn under 15 år utgör 9,0 %, vuxna 15-64 år 83 %, och äldre över 65 år 7,0 %.